# Самсун
Самсу́н (тур. Samsun) — місто на півночі Туреччини, адміністративний центр іла Самсун та важливий порт на Чорному морі.

## Історія
Місто Амісос було засноване древніми греками як одна з колоній Понта на узбережжі Чорного моря у VI столітті до н. е. на стратегічно важливій ділянці південного узбережжя  — у місці, звідки вела практично єдина у той час дорога від узбережжя до центру країни та до Середземномор'я. Деякий час місто, ймовірно, мало назву ΠΕΙΡΑ, яка вказана у працях Страбона і на монетах. Потім місто перейшло під контроль Римської імперії.

## Середньовіччя
У Середньовіччі місто входило до складу Візантійської імперії, потім після її захвату хрестоносцями у 1204 році, стало другим за значенням містом Трапезундської імперії. У період з 1204 по 1261 рік місто переходило кілька разів з рук в руки: його захоплювали греки, потім турки-сельджуки. У XV столітті місто переходить під контроль Османської імперії, що призвело до ісламізації та тюркизації міста.

## Населення
Не зважаючи на різноманітність національного складу Анатолії, у Самсуні більшість населення аж до кінця XV століття складали греки-понтійці, основною релігією було християнство, а основною мовою спілкування була грецька мова, хоча в місті проживала значна кількість вірменів, грузин та курдів. Починаючи з XV століття посилюється присутність тюркських племен, починається ісламізація регіону, що посилена тюркизацією греків і вірмен, завершилася погромами останніх у 1897 році.
Сучасний Самсун — чисто турецьке місто. В 1970 році в ньому проживало 134,3 тис. жителів, у 2007 році близько 440 тис. Станом на 2010 рік населення становило 531 997 осіб. Основна мова населення  — турецька.

## Економіка

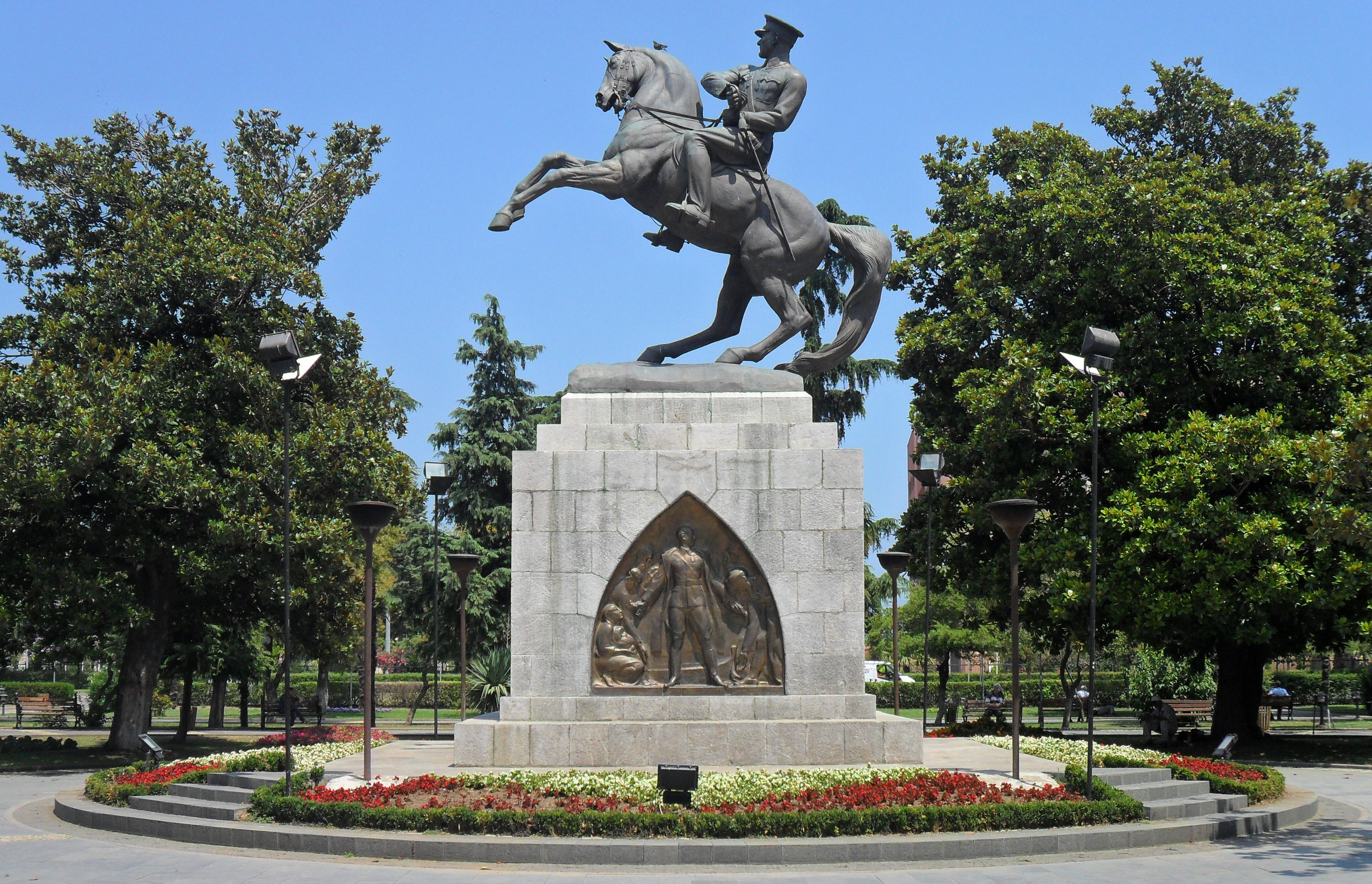
Пам'ятник Мустафі Кемалю Ататюрку

Самсун — великий порт на березі бухти Самсун Чорного моря; вантажообіг становив приблизно 1,5 млн т у 1973 (БСЕ); вивіз тютюну, зерна, шерсті, фруктів. Є залізнична станція. Самсун  — важливий транспортний вузол. В міста є свій аеропорт. Самсун — центр значного району тютюнництва; пункт по доставці імпортних товарів. Розвинені тютюнова, харчова, хімічна промисловість. У довколишніх горах йде виробництво мінеральних добрив. У Чорному морі розвинене рибальство.      

## Уродженці
- Орхан Генджебай (нар. 1944) — турецький співак, композитор і музикант, культова фігура в турецькій музичній культурі другої половини XX століття.
- Махір Чаян (1945—1972) — один із засновників Народно-визвольної Партії — Фронт Туреччини.

## Міста-побратими
- Ноймюнстер, Німеччина
- Дар-ес-Салам, Танзанія
- Кальмар, Швеція
- Кіль, Німеччина
- Літл-Рок, Сполучені Штати Америки
- Кутаїсі, Грузія